# Yaohua Lu
Yaohua Lu (chiń. 耀华路站) – stacja metra w Szanghaju, na linii 7. Zlokalizowana jest pomiędzy stacjami Changqing Lu, Yuntai Lu, Zhoujiadu i Chengshan Lu. Została otwarta 29 grudnia 2007.